# おはよう5
『おはよう5』（おはようファイブ）は、NHK総合テレビジョンで1995年4月3日から1999年3月31日まで放送された情報番組。

## 概要
開始当初は女性キャスターのディスクジョッキー形式の番組で気象情報などを放送。
1995年度は気象業務法の改正により、民間気象会社による一般向け気象予報が開始され、天気予報が大きく変わった年であり、NHK総合テレビジョンの放送開始時間が1時間繰り上げられた年でもある。このような中、本番組は民放ではすでにほぼ確立していた“早朝5時台の、天気予報をメインとする情報番組”としてスタートした。
番組開始に合わせ、NHKでは予報画面全般（天気図やアメダス観測画面など）はもちろん、「晴れ」や「曇り」などを示す天気マークや、「気象情報」のテーマ音楽に至るまで、ほぼすべてを一新し、ほとんどの画面を動画化した。新聞テレビ欄では番組名を“おはよう[天]”（[天]は、テレビ欄の天気予報マークの事）と表記しており、気象情報に重点を置いていたことを示している。
番組開始当時、気象庁は5時50分頃にその日最初の天気予報を発表していたため、本番組ではそれまでの時間は、1995年5月17日（民間会社による天気予報が開始される前日）までは気象庁が前日21時に発表した予報を使用。以後は日本気象協会による独自の予報を使用していた。1996年4月からは気象庁が5時に発表する事になり、それを使用するようになった。
1995年4月に刷新されたNHKの予報画面は、多少のマイナーチェンジはあったものの、大半の要素（独特のポップ調のフォントや動く雪マークなど）は2019年12月まで踏襲されていた（一部地方局は現在も使用）。ただし2001年4月から一部の画面が更新され、動画は削減されている。また2001年4月から一時期、天気マークが2Dだった時期があったが、2004年に「晴れ」「曇り」「動く雪」「星」のマークが刷新され、他のマークは元に戻り再びCGへと変更となった。
1996年4月1日からはBS2でも放送開始。
1997年4月1日からは『NHKニュースおはよう日本』と同じようにニュースショー形式になり、1999年4月の春期改編でそれに吸収統合された。
- 1995年5月16日:オウム真理教強制捜査の関連報道のため7時まで放送[13]。BS2でも放送された[14]。

## 放送時間
| 期間     | 期間      | 放送時間        |
| -------- | --------- | --------------- |
| 1995.4.3 | 1999.3.31 | 平日5:00 - 5:59 |

祝日・お盆休み・年末年始は放送を休止していた

## 出演者
| 期間     | 期間      | キャスター                                                  |
| -------- | --------- | ----------------------------------------------------------- |
| 1995.4.3 | 1996.3.29 | 石井庸子アナウンサー（当時）、山岡三子（隔週交代）          |
| 1996.4.1 | 1997.3.31 | 久田直子、松波順子（隔週交代）                              |
| 1997.4.1 | 1999.3.31 | 野村正育アナウンサー（毎週） 大谷元子、松波順子（隔週交代） |

## 主な内容
- 気象情報　この番組で各都府県1か所ずつ(北海道は7か所）の予報が初めて採用される。北九州以外のNHKの放送局がある都市の予報を伝える。メッシュ予報など、1995年の自由化で登場した予報も登場。
- 天気カメラリレー　東京・札幌・松山などのロボットカメラ（通称:天気カメラ）のリレー。1995年度から登場したNHK自前の観測情報も伝える。
- ニュース　1995年4月から1996年3月まではニュースセンターのデスクから石澤典夫アナウンサー（当時「おはよう日本」7時台担当）、1996年4月から1997年3月までは定時ニュースのスタジオから藤原尚武アナウンサーなどが担当していた。市況・スポーツニュースは無い。
- めざまし音楽→おめざめ音楽
- 列島リポート
- ワールドナウ
- ミニ番組　次章に詳細。

## パッケージコーナー（ミニ番組）
主な放送内容が天気予報とニュースくらいである為、番組内では5 - 10分程度のパッケージコーナー（完全パッケージ＝完パケのミニ番組群。ラジオのフロート番組に相当）が用意されていた。
以下は1997年3月までの内容。（番組開始当初と比べると徐々にパッケージコーナーのウエイトが少なくなっていた）
| 5:15頃・5:40頃 | 世界の天気（BS1の映像を再利用）                                                                                  |
| 5:20 - 5:30    | テレビ体操(1997年4月以降も継続)                                                                                  |
| 5:45 - 5:50    | ミニ番組（日替わり・または週替わりで放送 みんなのうたや名曲アルバムなども放送されることがあった）                |
| 5:50 - 5:53    | NHKフレッシュガイド（教育テレビやBS、FMを含めた番組紹介）                                                        |
| 5:53 - 5:55    | 最新の気象情報（関東甲信越以外ではこのコーナーが実質エンディング）                                               |
| 5:55 - 5:59    | 拠点局発エリア予報（ブロックごとの予報を各ブロック拠点局から割り込み放送。関東甲信越のみここが番組エンディング） |